# Pristocnemus
Genre
Synonymes
- Stenoprostygnus Piza, 1940

Pristocnemus est un genre d'opilions laniatores de la famille des Gonyleptidae.

## Distribution
Les espèces de ce genre sont endémiques du Brésil,. Elles se rencontrent dans les États de Rio de Janeiro, du Minas Gerais, de São Paulo, du Paraná et de Santa Catarina.

## Liste des espèces
Selon World Catalogue of Opiliones (19/08/2021) :
- Pristocnemus albimaculatus (Roewer, 1913)
- Pristocnemus caipira DaSilva & Pinto-da-Rocha, 2012
- Pristocnemus farinosus (Mello-Leitão, 1922)
- Pristocnemus perlatus (Giltay, 1928)
- Pristocnemus pustulatus Koch, 1839

## Publication originale
- C. L. Koch, 1839 : Die Arachniden: Getreu nach der Natur abgebildet und beschrieben., vol. 5, p. 1–158 (texte intégral).